# Parlamento della Georgia
Il Parlamento della Georgia (in georgiano საქართველოს პარლამენტი?, Sakartvelos Parlament'i) è il parlamento monocamerale della Georgia, detentore del potere legislativo. 
È composto da 150 membri, chiamati deputati, dei quali 77 eletti attraverso il sistema proporzionale e 73 eletti attraverso il meccanismo dell'uninominale a un turno. La durata della legislatura è di 4 anni. 
Ha sede presso il palazzo del Parlamento di Tbilisi, sebbene dal maggio 2012 al gennaio 2019 abbia avuto sede presso il palazzo del Parlamento di Kutaisi.

## Storia
Anticipando leggermente la Magna Carta inglese, alcuni settori dell'aristocrazia georgiana del XII secolo, durante il regno della regina Tamara, concepirono l'idea di limitare il potere reale e di creare un organismo di tipo parlamentare. Dal punto di vista del capo degli oppositori di Tamara, Qutlu Arslan (paragonato a Simone V di Montfort), il primo parlamento georgiano avrebbe dovuto comporsi di due camere: il Darbazi ed il Karavi. Il Darbazi fu immaginato come un'assemblea di aristocratici e cittadini influenti da convocarsi di volta in volta che si presentasse la necessità di prendere delle decisioni sui processi in corso nel paese. L'implementazione delle decisioni sarebbe stata devoluta al sovrano. Invece il Karavi avrebbe rappresentato un organo a seduta permanente. Tuttavia, lo scontro si concluse con la vittoria dei sostenitori della regina e Qutlu Arslan fu arrestato su ordine di quest'ultima.
Successivamente, fu solo nel 1906 che i georgiani poterono inviare i loro rappresentanti presso un organo di tipo parlamentare, in particolare alla seconda Duma di Stato dell'Impero russo. Tra i deputati georgiani della Duma vi furono Noe Zhordania (poi presidente della Repubblica Democratica di Georgia dal 1918 al 1921), Ilia Ch'avch'avadze (fondatore del movimento nazionale georgiano), Irak'li Ts'ereteli (capo della fazione socialdemocratica nella seconda Duma e poi ministro degli interni del governo provvisorio) e Nikolaj Čcheidze (capo della fazione menscevica nella quarta Duma e poi capo del parlamento della Repubblica Federale Democratica Transcaucasica nel 1918).
Nel corso del 1918 fu fondato il primo vero parlamento della storia del paese, chiamato Consiglio nazionale della Georgia. Nel 1921 esso adottò una Costituzione. Tuttavia, poco dopo la Georgia fu occupata dall'Armata Rossa sovietica. A ciò seguirono 69 anni di vuoto nella storia parlamentare della Georgia. La costruzione dell'edificio destinato ad ospitare in seguito il parlamento ebbe luogo tra il 1938 ed il 1953, sulla base del progetto degli architetti Victor Kokorin e Giorgi Lezhava.
Le prime elezioni multipartitiche dell'Unione Sovietica si tennero anche in Georgia il 28 ottobre 1990. Circa un anno dopo il Soviet Supremo riconobbe l'indipendenza della Georgia. Il 26 maggio 1991 il popolo georgiano elesse Zviad Gamsakhurdia come primo presidente della Repubblica indipendente. Tuttavia, le tensioni tra i partiti di governo e quelli di opposizione si inasprirono gradualmente, fino a trasformarsi in vera e propria guerra civile. Il presidente lasciò il paese, il parlamento smise di funzionare ed il potere fu preso dal Consiglio Militare. Nel 1992 l'ex ministro degli esteri dell'Unione Sovietica Eduard Shevardnadze tornò in Georgia ed assunse la guida del Consiglio Militare, il quale fu ricostituito in Consiglio per la Sicurezza Nazionale. Esso restaurò la Costituzione del 1921 e annunciò la convocazione delle elezioni parlamentari per il 4 agosto 1992.
Nel 1995 il neoeletto parlamento emanò una nuova Costituzione. La Georgia assunse la forma di repubblica semipresidenziale con un parlamento monocamerale. Nel 2011 il presidente Mikheil Saak'ashvili promosse l'adozione di un emendamento alla Costituzione, al fine di spostare la sede del parlamento a Kutaisi. Nel 2012, ciò avvenne.
Nel 2014, tuttavia, lo svolgimento delle riunioni delle commissioni parlamentari è stato consentito nei locali del parlamento di Tbilisi, mentre le sessioni regolari hanno continuato a svolgersi a Kutaisi. 
L'emendamento costituzionale approvato nel 2017 ed entrato in vigore nel dicembre 2018, infine, non fa  alcun riferimento a Kutaisi come sede del Parlamento, il che significa che il Parlamento è tornato completamente nella capitale nel gennaio 2019.

## Struttura
Il Parlamento è il supremo organo rappresentativo del paese, investito della potestà legislativa. Determina gli indirizzi di politica interna ed estera, controlla che l'attività del governo non superi i limiti fissati dalla Costituzione ed esercita altre funzioni attribuitegli espressamente dalla legge.
È guidato da un presidente eletto tra i deputati.
Zurab Zhvania occupò la carica di presidente dal novembre 1995 fino al momento in cui ruppe con l'allora presidente della Repubblica Eduard Shevardnadze, dimettendosi il 1º novembre 2001.
Dopo una lunga seduta la giovane Nino Burjanadze fu eletta presidente del parlamento il 10 novembre 2001. Ricoprì tale carica fino al 2008. Davit Bakradze, capolista del Movimento Nazionale Unito di Saak'ashvili alle elezioni parlamentari del 2008, fu eletto presidente dell'assemblea dopo il responso delle urne.  A seguito delle elezioni parlamentari del 2012 costui fu sostituito da Davit Usupashvili, capo del Partito Repubblicano, eletto nella coalizione Sogno Georgiano di Bidzina Ivanishvili.

## Funzionamento
In base alla Costituzione l'iniziativa legislativa spetta al presidente della Repubblica, alle commissioni parlamentari, ai partiti rappresentati in parlamento, a ciascun singolo deputato, agli organi legislativi delle repubbliche autonome dell'Abcasia e dell'Agiaria, nonché al popolo con raccolta di 30.000 firme.
Le commissioni parlamentari ed il presidente della Repubblica sono i principali promotori dei progetti di legge in Georgia. Un progetto, preparato dalla commissione o proposto dagli altri soggetti titolari dell'iniziativa legislativa, viene preliminarmente discusso in una apposita riunione della commissione competente per materia. Una volta svoltasi la riunione, il progetto, con il visto della commissione o una nota esplicativa allegata, passa al vaglio delle altre commissioni e dei gruppi parlamentari.
Il progetto viene poi pubblicato in una "raccolta parlamentare". Prima che la commissione decida di sottoporlo all'assemblea plenaria viene realizzata una lettura pubblica. Le informazioni sul progetto vengono quindi diffuse nei media attraverso il centro stampa parlamentare, con almeno 7 giorni di anticipo. Se la commissione ritiene che il progetto sia pronto per la discussione in assemblea plenaria, esso viene messo all'ordine del giorno dell'ufficio di presidenza.

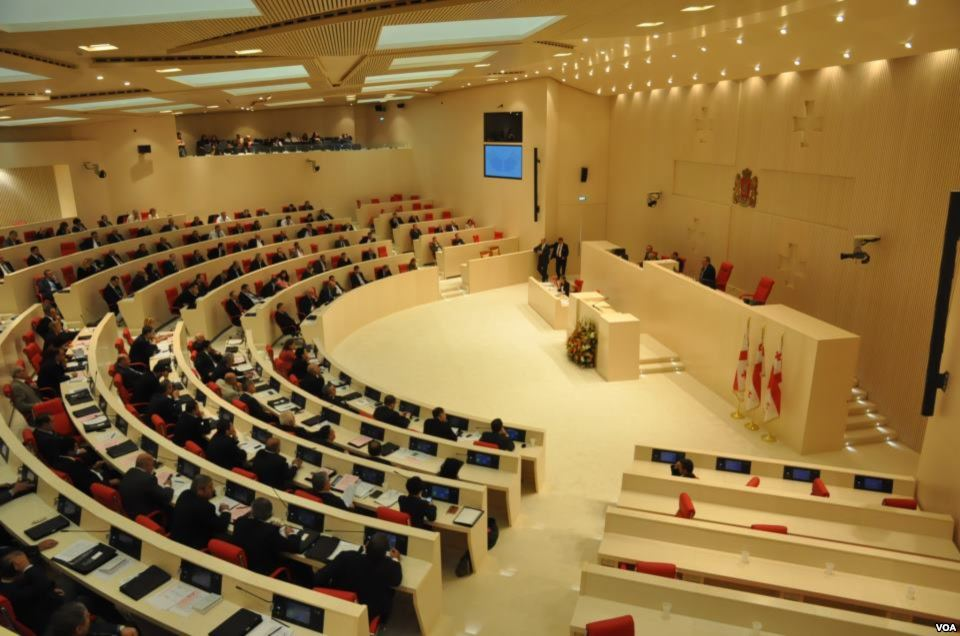
Aula del parlamento di Kutaisi

Il parlamento analizza il progetto di legge in tre letture. Nel corso della prima lettura vengono discussi i principi generali e le proposizioni principali del progetto. Se esso passa la prima lettura viene inoltrato alla commissione competente, con tutte le osservazioni da tenere in considerazione. Nella seconda lettura il progetto, riformulato secondo le osservazioni dell'assemblea, viene discusso per sezioni, capitoli e clausole, tutti messi singolarmente ai voti. Nel corso della terza lettura i deputati possono introdurre solo osservazioni redazionali. Dopo le tre letture il progetto viene approvato dal parlamento ed inviato al presidente della Repubblica, incaricato di apporre la propria firma. La norma, una volta promulgata, viene pubblicata in una gazzetta ufficiale. Passati 15 giorni dalla pubblicazione il testo entra in vigore, salvo termini diversi previsti dalla legge.
Il parlamento si riunisce in due sessioni: quella primaverile e quella autunnale. La sessione primaverile si apre il primo martedì del mese di febbraio e si chiude l'ultimo venerdì del mese di giugno. La sessione autunnale inizia il primo martedì del mese di settembre e termina il terzo venerdì del mese di dicembre. Le sessioni sono suddivise in minisessioni bisettimanali. La prima settimana è dedicata all'attività dell'assemblea, la seconda al lavoro di commissione e d'incontro con i collegi elettorali.

## Ubicazione
Il 26 maggio 2012 fu inaugurato un nuovo edificio sito nella città di Kutaisi, destinato ad ospitare il parlamento georgiano. Il parlamento di Kutaisi ha così rimpiazzato il palazzo di viale Rustaveli, nella capitale Tbilisi. Il nuovo ed avveniristico edificio è stato progettato da due architetti giapponesi. 
Durante la costruzione della struttura il governo ha cercato di promuovere il progetto sia come un simbolo di rinascita nazionale, che come un intervento utile per lo sviluppo dell'economia locale di Kutaisi e per mantenere un contatto più vicino con aree calde del paese come l'Abcasia. I critici hanno invece considerato l'edificio come un inutile ed enorme spreco di denaro pubblico. Inoltre, è stato osservato che avere il parlamento a Kutaisi ed il governo a Tbilisi potrebbe comportare problemi di inefficienza della macchina statale.
L'edificio sorge sul sito di un monumento ai caduti sovietici nella seconda guerra mondiale, demolito con l'esplosivo nel 2009. L'esplosione causò la morte di due persone.
A Tbilisi, nel mentre, ebbe sede la sola Biblioteca nazionale parlamentare della Georgia.
Nel 2019, in seguito ad un emendamento costituzionale, il Parlamento è tornato a Tbilisi.